# Valérie Trierweiler
Valérie Trierweiler z domu Massonneau (ur. 16 lutego 1965 w Angers) – francuska dziennikarka polityczna, była partnerka prezydenta Republiki Francuskiej François Hollande’a.

## Życiorys
Valérie Massonneau urodziła się jako piąte dziecko z sześciorga rodzeństwa. Jest córką Jean-Noëla Massonneau, weterana drugiej wojny światowej. Jej dziadek i pradziadek byli właścicielami banku Massonneau Angevine & Co, który w 1950 został kupiony przez Crédit de l’Ouest.
W 1988 ukończyła studia politologiczne. Pracowała w redakcji pisma „Profession politique”, a następnie od 1989 w tygodniku „Paris Match”. Od 2005 prowadziła na kanale Direct 8 program telewizyjny poświęcony polityce, zatytułowany Le grand 8 (współprowadzącym był Dominique Souchier). Po jego odejściu program zmienił tytuł na Politiquement parlant.

## Życie prywatne
Jej pierwsze małżeństwo zakończyło się rozwodem, podobnie jak drugie, z Denisem Trierweilerem, redaktorem „Paris Match” i tłumaczem języka niemieckiego. Od 2005 była konkubiną François Hollande’a, który został wybrany prezydentem Francji w wyborach w maju 2012. Trierweiler pełniła funkcję pierwszej damy u boku prezydenta. 25 stycznia 2014 oficjalnie ogłoszono zakończenie ich związku. Tym samym Trierweiler przestała być pierwszą damą Francji.